# KNVB-Pokal 1914/15
Der KNVB-Pokal 1914/15 war die 17. Auflage des niederländischen Fußball-Pokalwettbewerbs. Pokalsieger wurde Koninklijke HFC. Das Team setzte sich im Finale gegen HBS Craeyenhout durch.

## Modus
Alle Begegnungen wurden in einem Spiel ausgetragen. Bei unentschiedenem Ausgang wurde zur Ermittlung des Siegers eine Verlängerung von zweimal 7½ Minuten gespielt. Stand danach kein Sieger fest, folgte eine weitere Verlängerung von zweimal 7½ Minuten. War danach immer noch keine Entscheidung gefallen, kam der Auswärtsverein in die nächste Runde.
Aufgrund der Mobilmachung nach Ausbruch des Ersten Weltkriegs wurden die Vereine in regionale Gruppen aufgeteilt.

## 1. Runde

### Gruppe A
| Datum      |                    | Ergebnis  |                     |
| ---------- | ------------------ | --------- | ------------------- |
| 14.03.1915 | Koninklijke HFC    | 6:0       | FC Hilversum        |
| 14.03.1915 | Ajax Amsterdam     | 2:3       | Haarlemse FC EDO    |
| 14.03.1915 | VVV Amsterdam      | 1:1 n. V. | VRC Veenendaal      |
| 14.03.1915 | Rapiditas Weesp    | 0:8       | Blauw Wit Amsterdam |
| 14.03.1915 | BSV Allen Weerbaar | 4:0       | DWS Amsterdam       |
| 14.03.1915 | VV De Spartaan     | 2:1       | Victoria Hilversum  |
| 14.03.1915 | HVV 't Gooi        | 0:1       | AWA Amsterdam       |

### Gruppe B
| Datum      |                        | Ergebnis |                      |
| ---------- | ---------------------- | -------- | -------------------- |
| 14.03.1915 | Alcmaria Victrix       | 5:0      | Steeds Voorwaarts    |
| 14.03.1915 | Amstel Watergraafsmeer | 1:5      | AFC Amsterdam        |
| 14.03.1915 | FC Den Helder          | 1:6      | HFC Haarlem          |
| 14.03.1915 | ZVV Zaandam            | 0:1      | Stormvogels IJmuiden |
| 14.03.1915 | DEC Amsterdam          | 2:0      | VV Purmersteijn      |
| 14.03.1915 | WFC Wormerveer         | 2:1      | Zaanlandsche FC      |

### Gruppe C
| Datum      |                 | Ergebnis |                     |
| ---------- | --------------- | -------- | ------------------- |
| 14.03.1915 | HBS Craeyenhout | 8:0      | DVV Den Haag        |
| 14.03.1915 | AVV Alphen      | 0:9      | DSV Concordia Delft |
| 14.03.1915 | Ajax Leiden     | 2:5      | HVV Den Haag        |
| 14.03.1915 | VUC Den Haag    | 1:2      | SVV Schiedam        |
| 14.03.1915 | BMT Den Haag    | 1:2      | Fortuna Vlaardingen |
| 14.03.1915 | DVC Deventer    | 3:1      | VV De Spartaan      |

### Gruppe D
| Datum      |                 | Ergebnis |                      |
| ---------- | --------------- | -------- | -------------------- |
| 14.03.1915 | SC Vlissingen   | 0:7      | VOC Rotterdam        |
| 14.03.1915 | GVV Unitas      | 1:3      | BVV Wilhelmina       |
| 14.03.1915 | MVVO Middelburg | 0:7      | Dordrechtsche FC     |
| 14.03.1915 | ADO Den Haag    | 6:0      | USC Rotterdam        |
| 14.03.1915 | NAC Breda       | 3:0      | Feijenoord Rotterdam |
| 14.03.1915 | DVS Rotterdam   | 1:0      | RFC Xerxes           |

### Gruppe E
| Datum      |                     | Ergebnis  |                    |
| ---------- | ------------------- | --------- | ------------------ |
| 14.03.1915 | Leonidas Rotterdam  | 3:1       | Wilhelmina Vooruit |
| 14.03.1915 | UDI Rotterdam       | 5:1       | RFC Rotterdam      |
| 14.03.1915 | Voorwaarts Utrecht  | 1:1 n. V. | ODE Amsterdam      |
| 14.03.1915 | VVGA Amsterdam      | 0:4       | Quick Den Haag     |
| 14.03.1915 | Excelsior Rotterdam | 5:1       | DOS Utrecht        |
| 14.03.1915 | RC Heemstede        | 3:1       | RV & AV Neptunus   |

### Gruppe F
| Datum      |                    | Ergebnis |                           |
| ---------- | ------------------ | -------- | ------------------------- |
| 14.03.1915 | Enschedesche Boys  | 4:2      | Heracles Almelo           |
| 14.03.1915 | Sportclub Enschede | 05:0 1   | VV Warnsveld              |
| 14.03.1915 | AFC Quick 1890     | 0:6      | UVV Utrecht               |
| 14.03.1915 | VV Zutphen         | 1:0      | EFC Prinses Wilhelmina    |
| 14.03.1915 | UC & VV Hercules   | 3:0      | EV & AV De Tubanters 1897 |
| 14.03.1915 | HVV Hengelo        | 3:1      | HVC Amersfoort            |

### Gruppe G
| Datum      |                   | Ergebnis |                            |
| ---------- | ----------------- | -------- | -------------------------- |
| 14.03.1915 | VV Veendam        | 3:1      | Achilles 1894              |
| 14.03.1915 | Be Quick Zutphen  | 4:0      | WVV Winschoten             |
| 14.03.1915 | Zwolsche AC       | 0:7      | AV & CV Robur et Velocitas |
| 28.03.1915 | Be Quick 1887     | 4:1      | PEC Zwolle                 |
|            | Go Ahead Deventer | Freilos  |                            |

### Gruppe H
| Datum      |                | Ergebnis |                 |
| ---------- | -------------- | -------- | --------------- |
| 14.03.1915 | TSV Theole     | 5:4      | WVV Wageningen  |
| 14.03.1915 | GSC Roermond   | 5:1      | VV De Valk      |
| 14.03.1915 | VVV-Venlo      | 1:7      | Vitesse Arnheim |
| 14.03.1915 | MSV Maastricht | 1:2      | Quick 1888      |
| 14.03.1915 | NEC Nijmegen   | 4:2      | VV Eindhoven    |
| 14.03.1915 | HVV Helmond    | 1:4      | MVV Maastricht  |

## 2. Runde

### Gruppe A
| Datum      |                     | Ergebnis |                    |
| ---------- | ------------------- | -------- | ------------------ |
| 21.03.1915 | Blauw Wit Amsterdam | 1:2      | BSV Allen Weerbaar |
| 21.03.1915 | Koninklijke HFC     | 11:00    | AWA Amsterdam      |
| 21.03.1915 | Haarlemse FC EDO    | 0:1      | VV De Spartaan     |
|            | VRC Veenendaal      | Freilos  |                    |

### Gruppe B
| Datum      |                  | Ergebnis |                      |
| ---------- | ---------------- | -------- | -------------------- |
| 21.03.1915 | Alcmaria Victrix | 1:3      | HFC Haarlem          |
| 21.03.1915 | WFC Wormerveer   | 2:0      | Stormvogels IJmuiden |
| 21.03.1915 | AFC Amsterdam    | 4:1      | DEC Amsterdam        |

### Gruppe C
| Datum      |                     | Ergebnis |                     |
| ---------- | ------------------- | -------- | ------------------- |
| 21.03.1915 | HVV Den Haag        | 7:0      | DVC Deventer        |
| 21.03.1915 | Fortuna Vlaardingen | 2:3      | HBS Craeyenhout     |
| 21.03.1915 | SVV Schiedam        | 3:1      | DSV Concordia Delft |

### Gruppe D
| Datum      |                | Ergebnis |                  |
| ---------- | -------------- | -------- | ---------------- |
| 21.03.1915 | ADO Den Haag   | 1:2      | DVS Rotterdam    |
| 21.03.1915 | BVV Wilhelmina | 1:7      | Dordrechtsche FC |
| 21.03.1915 | VOC Rotterdam  | 1:2      | NAC Breda        |

### Gruppe E
| Datum      |                    | Ergebnis |                     |
| ---------- | ------------------ | -------- | ------------------- |
| 21.03.1915 | Leonidas Rotterdam | 1:2      | Excelsior Rotterdam |
| 21.03.1915 | UDI Rotterdam      | 0:1      | Quick Den Haag      |
| 21.03.1915 | RC Heemstede       | 3:1      | ODE Amsterdam       |

### Gruppe F
| Datum      |                    | Ergebnis |                   |
| ---------- | ------------------ | -------- | ----------------- |
| 21.03.1915 | Sportclub Enschede | 1:0      | Enschedesche Boys |
| 21.03.1915 | Be Quick Zutphen   | 2:4      | UC & VV Hercules  |
| 21.03.1915 | UVV Utrecht        | 2:1      | HVV Hengelo       |

### Gruppe G
| Datum      |                            | Ergebnis |                   |
| ---------- | -------------------------- | -------- | ----------------- |
| 21.03.1915 | AV & CV Robur et Velocitas | 2:1      | VV Veendam        |
| 21.03.1915 | Be Quick 1887              | 8:2      | Go Ahead Deventer |
|            | Be Quick Zutphen           | Freilos  |                   |

### Gruppe H
| Datum      |                 | Ergebnis |              |
| ---------- | --------------- | -------- | ------------ |
| 21.03.1915 | MVV Maastricht  | 1:0      | GSC Roermond |
| 21.03.1915 | Quick 1888      | 3:1      | NEC Nijmegen |
| 21.03.1915 | Vitesse Arnheim | 2:1      | TSV Theole   |

## 3. Runde

### Gruppe A
| Datum      |                 | Ergebnis |                    |
| ---------- | --------------- | -------- | ------------------ |
| 26.03.1915 | VV De Spartaan  | 2:0      | VRC Veenendaal     |
| 04.04.1915 | Koninklijke HFC | 3:0      | BSV Allen Weerbaar |

### Gruppe B
| Datum      |               | Ergebnis |                |
| ---------- | ------------- | -------- | -------------- |
| 28.03.1915 | AFC Amsterdam | 2:0      | WFC Wormerveer |
|            | HFC Haarlem   | Freilos  |                |

### Gruppe C
| Datum      |                 | Ergebnis |              |
| ---------- | --------------- | -------- | ------------ |
| 28.03.1915 | HBS Craeyenhout | 1:0      | SVV Schiedam |
|            | HVV Den Haag    | Freilos  |              |

### Gruppe D
| Datum      |                  | Ergebnis |               |
| ---------- | ---------------- | -------- | ------------- |
| 28.03.1915 | NAC Breda        | 3:2      | DVS Rotterdam |
|            | Dordrechtsche FC | Freilos  |               |

### Gruppe E
| Datum      |                     | Ergebnis |                |
| ---------- | ------------------- | -------- | -------------- |
| 28.03.1915 | Excelsior Rotterdam | 1:3      | Quick Den Haag |
|            | RC Heemstede        | Freilos  |                |

### Gruppe F
| Datum      |                  | Ergebnis |                    |
| ---------- | ---------------- | -------- | ------------------ |
| 28.03.1915 | UVV Utrecht      | 6:2      | Sportclub Enschede |
|            | UC & VV Hercules | Freilos  |                    |

### Gruppe G
| Datum      |                  | Ergebnis |                            |
| ---------- | ---------------- | -------- | -------------------------- |
| 11.04.1915 | Be Quick Zutphen | 5:0      | AV & CV Robur et Velocitas |
|            | Be Quick 1887    | Freilos  |                            |

### Gruppe H
| Datum      |                 | Ergebnis |                |
| ---------- | --------------- | -------- | -------------- |
| 28.03.1915 | Quick 1888      | 1:0      | MVV Maastricht |
|            | Vitesse Arnheim | Freilos  |                |

## 4. Runde

### Gruppe 1
| Datum      |                | Ergebnis |                 |
| ---------- | -------------- | -------- | --------------- |
| 25.04.1915 | HFC Haarlem    | 2:0      | AFC Amsterdam   |
| 25.04.1915 | VV De Spartaan | 0:1      | Koninklijke HFC |

### Gruppe 2
| Datum      |                 | Ergebnis |                  |
| ---------- | --------------- | -------- | ---------------- |
| 25.04.1915 | NAC Breda       | 1:4      | HVV Den Haag     |
| 25.04.1915 | HBS Craeyenhout | 4:0      | Dordrechtsche FC |

### Gruppe 3
| Datum      |                | Ergebnis |                  |
| ---------- | -------------- | -------- | ---------------- |
| 25.04.1915 | Quick Den Haag | 1:2      | UC & VV Hercules |
| 25.04.1915 | UVV Utrecht    | 4:1      | RC Heemstede     |

### Gruppe 4
| Datum      |                  | Ergebnis |               |
| ---------- | ---------------- | -------- | ------------- |
| 25.04.1915 | Vitesse Arnheim  | 2:1      | Be Quick 1887 |
| 25.04.1915 | Be Quick Zutphen | 1:4      | Quick 1888    |

## Viertelfinale

### Gruppe 1
| Datum      |                 | Ergebnis |              |
| ---------- | --------------- | -------- | ------------ |
| 02.05.1915 | HBS Craeyenhout | 3:0      | HVV Den Haag |
| 02.05.1915 | Koninklijke HFC | 1:0      | HFC Haarlem  |

### Gruppe 2
| Datum      |                  | Ergebnis |             |
| ---------- | ---------------- | -------- | ----------- |
| 02.05.1915 | Vitesse Arnheim  | 1:5      | UVV Utrecht |
| 02.05.1915 | UC & VV Hercules | 6:0      | Quick 1888  |

## Halbfinale
| Datum      |                 | Ergebnis  |                  |
| ---------- | --------------- | --------- | ---------------- |
| 09.05.1915 | Koninklijke HFC | 3:2 n. V. | UC & VV Hercules |
| 09.05.1915 | UVV Utrecht     | 1:2       | HBS Craeyenhout  |

## Finale
| HBS Craeyenhout                                | HBS Craeyenhout | Koninklijke HFC | Koninklijke HFC |
| ---------------------------------------------- | --- | --- | --------------- |
| HBS Craeyenhout                                | \| 16. Mai 1915 in Amsterdam (Het Houten Stadion) \| \| Ergebnis: 0:1 (0:1) \| \| Schiedsrichter: Johannes Mutters \| \| Spielbericht \| | \| 16. Mai 1915 in Amsterdam (Het Houten Stadion) \| \| Ergebnis: 0:1 (0:1) \| \| Schiedsrichter: Johannes Mutters \| \| Spielbericht \|                                     | Koninklijke HFC |
| HBS Craeyenhout                                | De Leve – Denis, Alting Siberg – Van Thiel, Gaster, Synja – Van Rappard, Bos, De Visser, Julius, Roskott                                 | Piet-Hein Kaars Sijpesteyn – Ben Verweij, G.H.K. Sijpesteyn – F.A.J. de Klerck, Nico Bouvy, L. Verweij – Seignette, Dolf Bouvy, Jan Laan , Mannes Francken, Jacques Francken | Koninklijke HFC |
| HBS Craeyenhout                                | 0:1 Seignette | | Koninklijke HFC |
| 16. Mai 1915 in Amsterdam (Het Houten Stadion) | | |                 |
| Ergebnis: 0:1 (0:1)                            | | |                 |
| Schiedsrichter: Johannes Mutters               | | |                 |
| Spielbericht                                   | | |                 |